# Erdölförderung in Deutschland

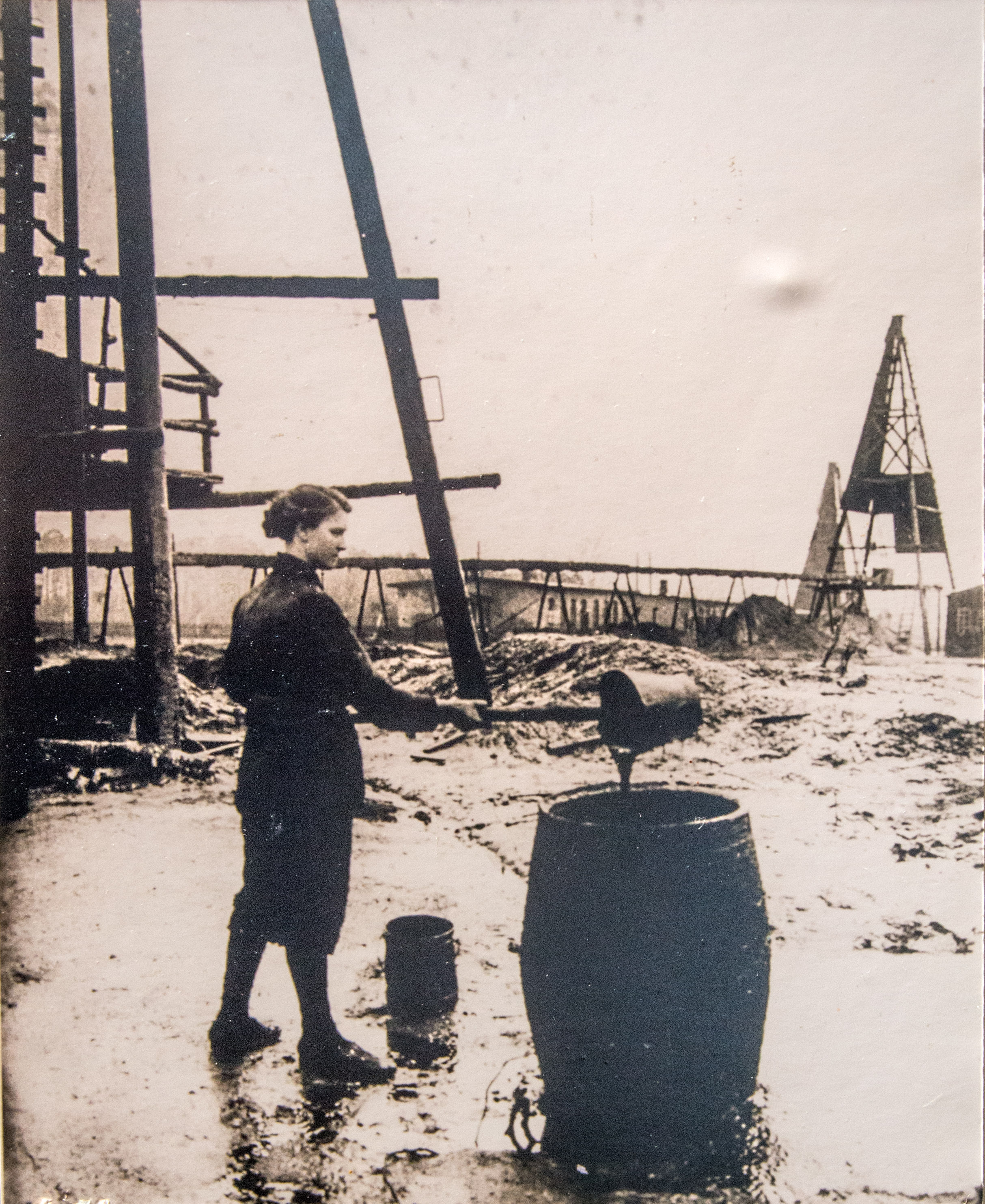
Dieses Foto im Erdölmuseum Wietze dokumentiert den Beginn der Erdölförderung: Dora Weiland schöpft zusammengelaufenes Öl aus Gruben in ein Faß (1916)

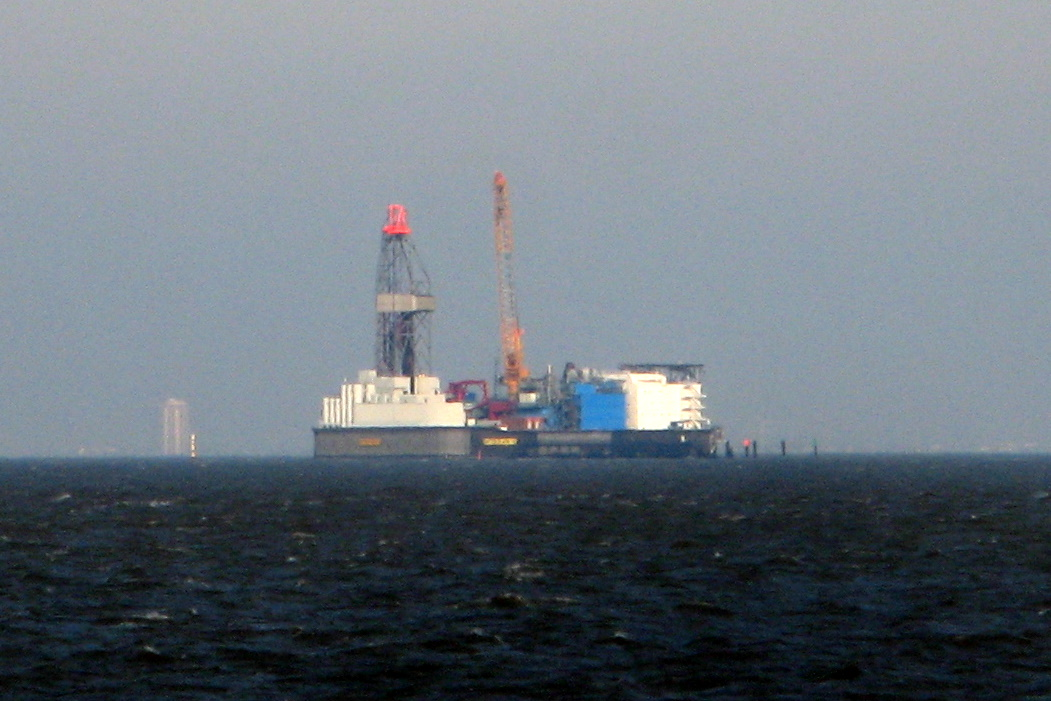
Das derzeit wichtigste deutsche Ölfeld, Mittelplate, liegt inmitten des Nationalparks Schleswig-Holsteinisches Wattenmeer. Im Hintergrund das Büsumer Hochhaus.

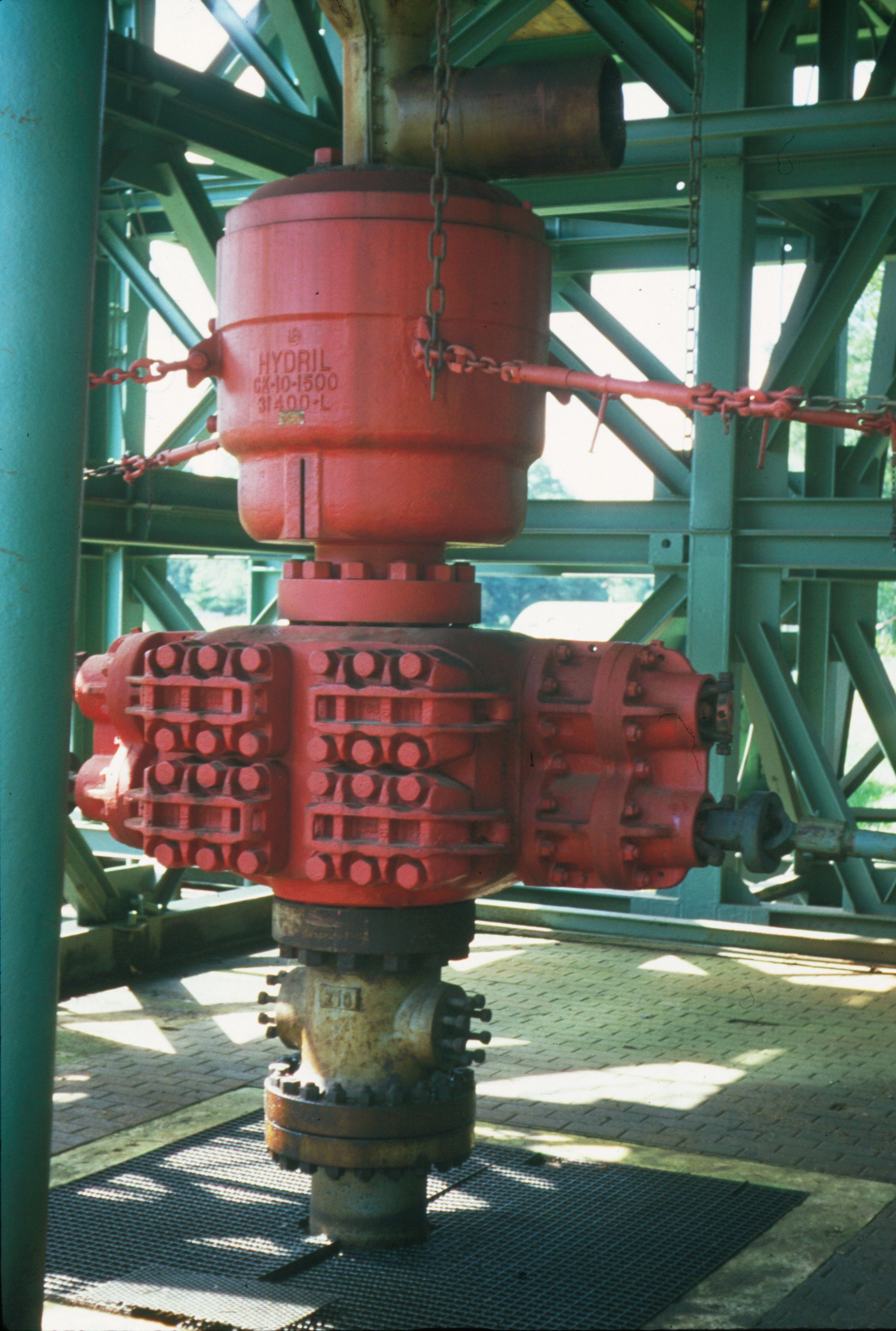
Blowout-Preventer im Deutschen Erdölmuseum Wietze

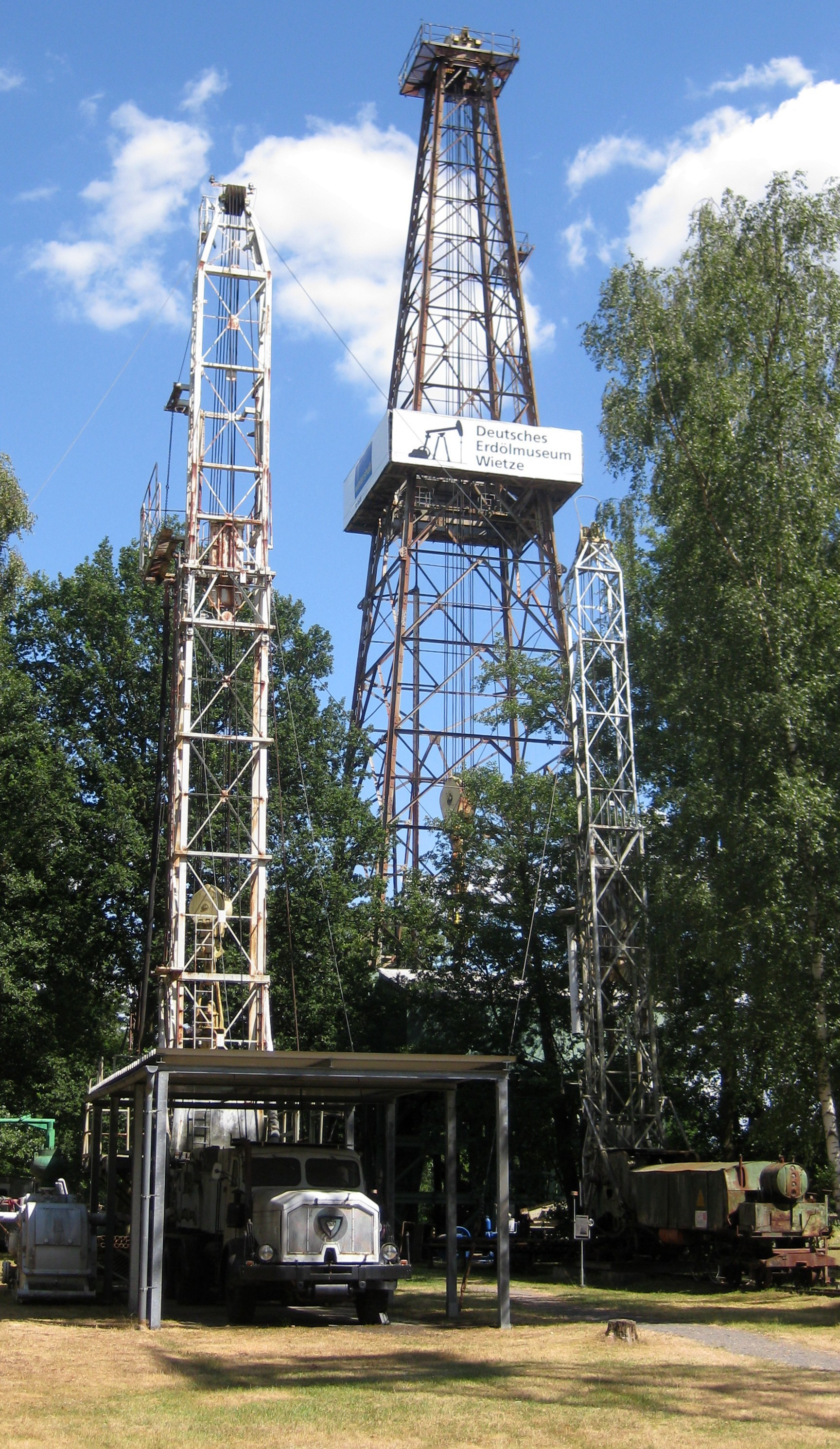
Erdölbohrturm

Die Erdölförderung in Deutschland hat technikhistorische wie wirtschaftsgeschichtliche Bedeutung, deckt den heimischen Bedarf allerdings nur zu ungefähr 2 Prozent. Im 20 km westlich von Celle gelegenen Ort Wietze begann bereits 1858 die industrielle Förderung von Erdöl. Georg Christian Konrad Hunäus ließ damals die wahrscheinlich erste Erdölbohrung der Welt durchführen. Zeitweise wurden bis zu 80 Prozent des nationalen Bedarfs vom Wietzer Ölfeld gefördert. Die heutige Förderung konzentriert sich vor allem auf die Bundesländer Niedersachsen und Schleswig-Holstein und deckt etwa 2,5–3 % des deutschen Bedarfs. In Deutschland wurde ein Ölfördermaximum („peak oil“) mit 8,2 Millionen Tonnen bereits im Jahr 1968 erreicht. Derzeit werden rund 2,2 Millionen Tonnen pro Jahr gefördert.

## Fördermengen
In der Bundesrepublik Deutschland wurden im Jahr 2017 2,22 Mio. t Erdöl einschließlich eines Kondensatanteils von 0,6 Prozent produziert. Das entspricht insgesamt einer Verringerung um 5,8 Prozent gegenüber 2016. Die Erdölproduktion im Jahr 2017 hat zu 2,0 Prozent zur Deckung des Verbrauchs an Erdöl in Höhe von 109,4 Mio. t in Deutschland beigetragen. Eine Jahresförderung von rund 2 Mio. t Erdöl entspricht einem halben Promille der weltweiten Ölförderung von rund 4.400 Mio. t pro Jahr und unter drei Prozent des deutschen Rohölbedarfes. 2024 wurden 78,4 Mio. t importiert, was 44,7 Mrd. Euro kostete; pro Kopf somit rund 500 Euro pro Tonne. Hinzu kommt der Import von Mineralölprodukten wie Gasöl (Diesel, Heizöl) – 2022 insgesamt 35,6 Mio. t – und Ausfuhr von Produkten Überschüssen wie Benzin – 2022 27,5 Mio. t.
Die geschätzten sicheren und wahrscheinlichen Erdölreserven in Deutschland beliefen sich am Stichtag 1. Januar 2018 auf 28,3 Mio. t Erdöl und liegen damit um 3,5 Mio. t oder 11,1 Prozent unter denen des Vorjahres. Die wirtschaftlich und technisch nicht förderbaren sowie die nicht nachgewiesenen, aber geologisch möglichen Erdölressourcen, lagen 2005 bei 20 Millionen Tonnen.

### Entwicklung der Förderung in den alten Bundesländern bis zur Wiedervereinigung
In den alten Bundesländern wurden folgende Jahresförderungen in Tonnen erbracht:
| Jahr | Erdölförderung | Jahr | Erdölförderung | Jahr | Erdölförderung | Jahr | Erdölförderung |
| ---- | -------------- | ---- | -------------- | ---- | -------------- | ---- | -------------- |
| 1947 | 576.611        | 1958 | 4.431.596      | 1969 | 7.875.727      | 1980 | 4.631.343      |
| 1948 | 635.240        | 1959 | 5.102.758      | 1970 | 7.535.221      | 1981 | 4.458.967      |
| 1949 | 841.576        | 1960 | 5.529.892      | 1971 | 7.420.354      | 1982 | 4.225.758      |
| 1950 | 1.118.613      | 1961 | 6.204.463      | 1972 | 7.098.311      | 1983 | 4.115.854      |
| 1951 | 1.336.685      | 1962 | 6.776.353      | 1973 | 6.637.661      | 1984 | 4.055.380      |
| 1952 | 1.755.389      | 1963 | 7.382.712      | 1974 | 6.191.061      | 1985 | 4.105.150      |
| 1953 | 2.188.696      | 1964 | 7.672.618      | 1975 | 5.741.386      | 1986 | 4.017.014      |
| 1954 | 2.666.314      | 1965 | 7.883.893      | 1976 | 5.524.257      | 1987 | 3.792.834      |
| 1955 | 3.147.234      | 1966 | 7.868.217      | 1977 | 5.401.139      | 1988 | 3.937.492      |
| 1956 | 3.506.219      | 1967 | 7.927.193      | 1978 | 5.058.943      | 1989 | 3.770.096      |
| 1957 | 3.959.641      | 1968 | 7.982.136      | 1979 | 4.773.515      | 1990 | 3.605.667      |

### Entwicklung der Förderung nach der Wiedervereinigung
| Jahr | Erdölförderung in Tonnen | Aktive Felder | Jahr | Erdölförderung in Tonnen | Aktive Felder |
| ---- | ------------------------ | ------------- | ---- | ------------------------ | ------------- |
| 1991 | 3.486.998                | 110           | 2007 | 3.415.374                | 44            |
| 1992 | 3.303.634                | 105           | 2008 | 3.053.998                | 45            |
| 1993 | 3.055.901                | 94            | 2009 | 2.800.063                | 50*           |
| 1994 | 2.946.290                | 84            | 2010 | 2.511.174                | 50            |
| 1995 | 2.958.794                | 75            | 2011 | 2.677.136                | 49            |
| 1996 | 2.851.925                | 71            | 2012 | 2.621.352                | 49            |
| 1997 | 2.820.398                | 66            | 2013 | 2.638.379                | 49            |
| 1998 | 2.894.526                | 60            | 2014 | 2.429.789                | 50            |
| 1999 | 2.740.074                | 49            | 2015 | 2.412.643                | 50            |
| 2000 | 3.119.593                | 48            | 2016 | 2.355.028                | 50            |
| 2001 | 3.444.300                | 46            | 2017 | 2.218.406                | 50            |
| 2002 | 3.704.525                | 46            | 2018 | 2.066.642                | 51            |
| 2003 | 3.808.946                | 46            | 2021 | 1.805.932                | 44            |
| 2004 | 3.516.318                | 44            | ---  | ---                      | ---           |
| 2005 | 3.572.462                | 44            | ---  | ---                      | ---           |
| 2006 | 3.515.401                | 44            | ---  | ---                      | ---           |

* 2009 Anstieg der Feldanzahl durch Neuordnung der Felder sowie ein neues Feld.

### Erdölförderung in ausgewählten Jahren von 1997 bis 2021
| Jahr                   | 1997                | 1997        | 2011                | 2011        | 2014                | 2014        | 2016                | 2016        | 2017                | 2017        | 2018                | 2018        | 2021                | 2021        |
| ---------------------- | ------------------- | ----------- | ------------------- | ----------- | ------------------- | ----------- | ------------------- | ----------- | ------------------- | ----------- | ------------------- | ----------- | ------------------- | ----------- |
| Bundesland             | Förderung in Tonnen | Anteil in % | Förderung in Tonnen | Anteil in % | Förderung in Tonnen | Anteil in % | Förderung in Tonnen | Anteil in % | Förderung in Tonnen | Anteil in % | Förderung in Tonnen | Anteil in % | Förderung in Tonnen | Anteil in % |
| Baden-Württemberg      | 4.202               | 0,15        | –                   | –           | –                   | –           | 251                 | 0,0         | 185                 | 0,0         | 176                 | 0,0         | 121                 | 0,0         |
| Bayern                 | 46.043              | 1,63        | 32.4068             | 1,2         | 42.717              | 1,8         | 37.008              | 1,6         | 45.236              | 2,0         | 42.294              | 2,0         | 36.540              | 2,0         |
| Brandenburg            | 11.686              | 0,41        | 16.014              | 0,6         | 8.898               | 0,4         | 9.910               | 0,4         | 5.419               | 0,2         | 5.472               | 0,3         | 7.441               | 0,4         |
| Hamburg                | 25.121              | 0,89        | 18.651              | 0,7         | 11.023              | 0,5         | 12.772              | 0,5         | 15.184              | 0,7         | 12.330              | 0,6         | 216                 | 0,0         |
| Mecklenburg-Vorpommern | 13.208              | 0,47        | 4.071               | 0,2         | 4.686               | 0,2         | 3.677               | 0,2         | 4.367               | 0,2         | 3.652               | 0,2         | 9.228               | 0,5         |
| Niedersachsen          | 1.894.559           | 67,17       | 966.220             | 36,1        | 825.088             | 34,0        | 802.439             | 34,1        | 788.046             | 35,5        | 733.658             | 35,5        | 563.853             | 31,2        |
| Nordrhein-Westfalen    | 705                 | 0,03        | –                   | –           | –                   | –           | –                   | –           | –                   | –           | –                   | –           | –                   | –           |
| Rheinland-Pfalz        | 145.325             | 5,15        | 170.019             | 6,4         | 192.497             | 7,9         | 187.494             | 8,0         | 126.635             | 5,7         | 148.483             | 7,2         | 132.674             | 7,3         |
| Schleswig-Holstein     | 679.549             | 24,09       | 1.469.757           | 54,9        | 1.344.880           | 55,3        | 1.301.478           | 55,3        | 1.233.334           | 55,6        | 1.119.946           | 54,2        | 1.055.858           | 58,5        |
| Summe                  | 2.820.398           | 100         | 2.677.136           | 100         | 2.429.789           | 100         | 2.355.028           | 100         | 2.218.406           | 100         | 2.066.642           | 100         | 1.805.932           | 100         |

## Fördergebiete

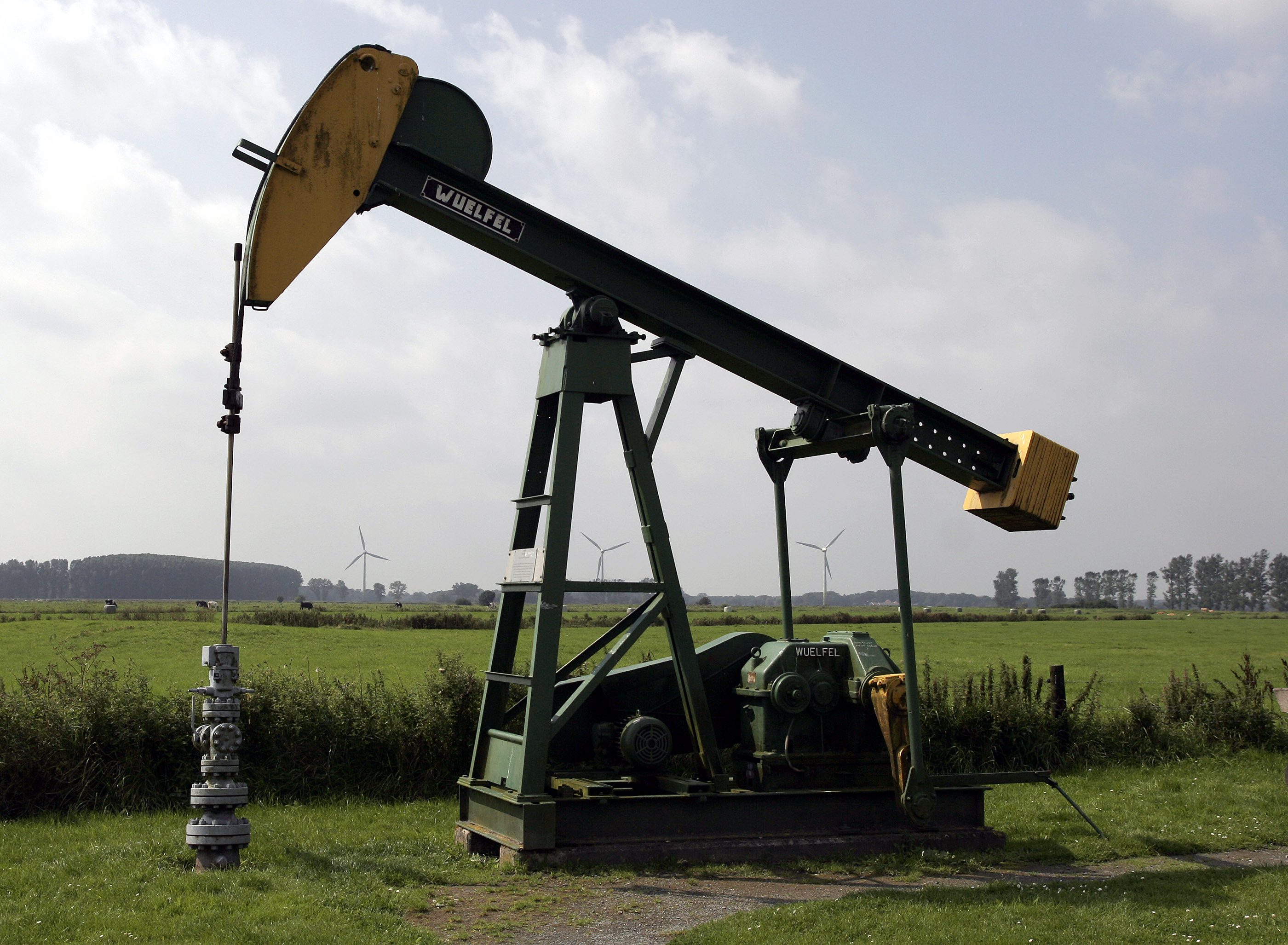
Pferdekopf-Pumpe auf dem ehemaligen Erdölfeld Varel.

Wappen der Gemeinde Lieth/Kreis Dithmarschen

Die Ölfelder Schleswig-Holsteins und Niedersachsens produzierten 2017 zusammen 2,0 Mio. t Öl. Das sind 91 Prozent der deutschen Gesamtproduktion. Schleswig-Holstein hat mit dem Ölfeld Mittelplate einen Anteil an der Gesamtförderung von 55,6 Prozent, gefolgt von Niedersachsen mit 35,5 Prozent. Der Anteil von Rheinland-Pfalz mit dem Ölfeld Römerberg folgt mit 5,7 Prozent.
Die Anteile nach Förderregionen lagen 2017 bei 55,9 % nördlich der Elbe (Mittelplate), 5,0 % zwischen Elbe und Weser, 8,3 % zwischen Weser und Ems und zu 22,5 % westlich der Ems. Weitere Gebiete lagen im Oberrheintal (5,7 %), im Alpenvorland (2,0 %), im Gebiet Oder/Neiße-Elbe (0,4 %) sowie in der Nordsee mit 0,1 %.

### Offshore-Erdölförderung

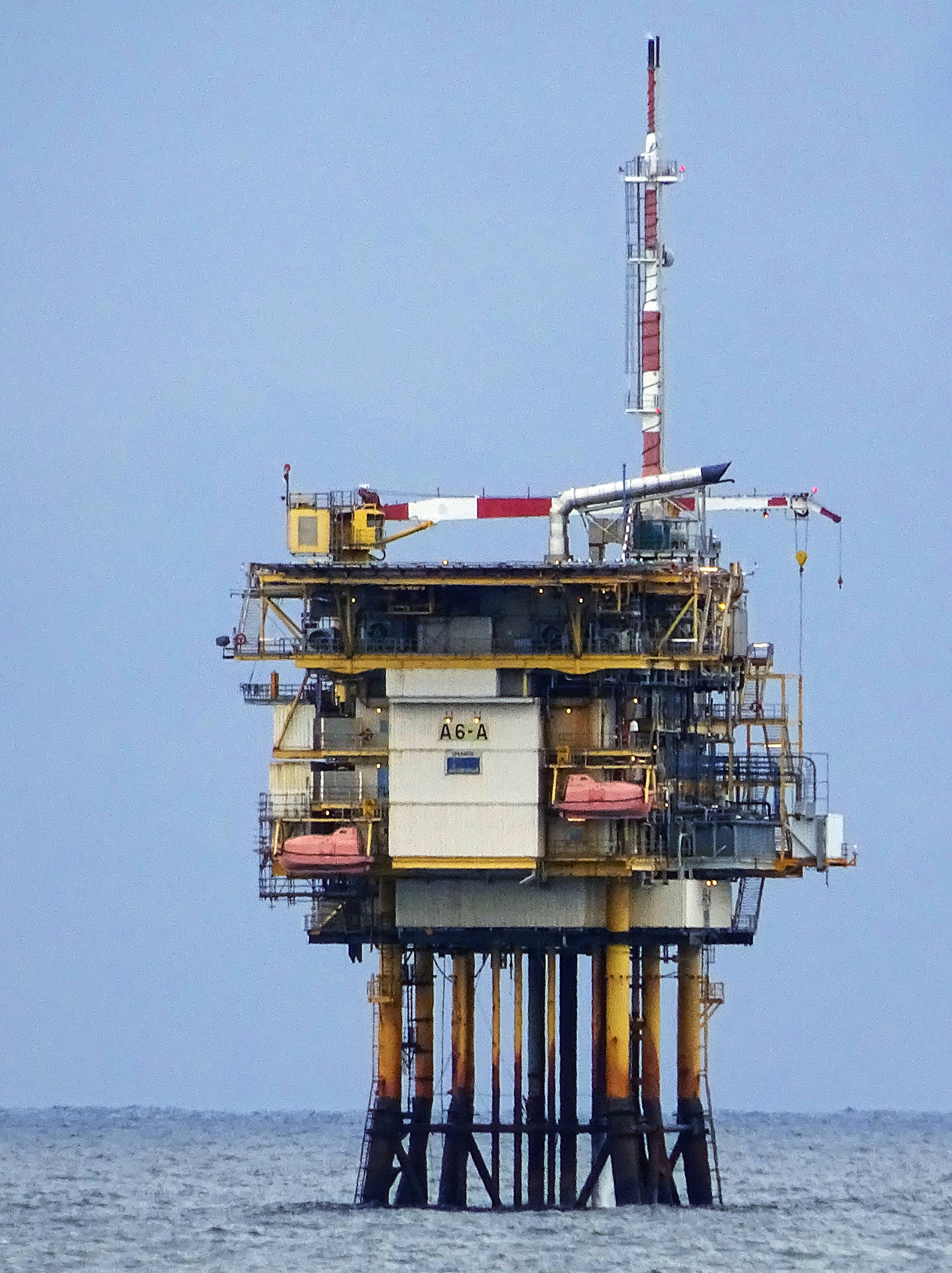
Förderplattform A6-A

Die erste deutsche Offshore-Förderung von Erdöl fand von 1984 bis 2000 in der Kieler Bucht im Feld Schwedeneck-See statt. Hier wurden insgesamt 3,5 Millionen Tonnen Öl gefördert. Nach Einstellung der Förderung im Sommer 2000, wurden die beiden Förderplattformen abgerissen. Im Jahre 2000 wurde die Förderung von Erdgas im Feld A6/B4 im sogenannten Entenschnabel der deutschen Nordsee aufgenommen. Dabei fällt auch Erdöl in Form von Kondensat an.

#### Aktive Felder

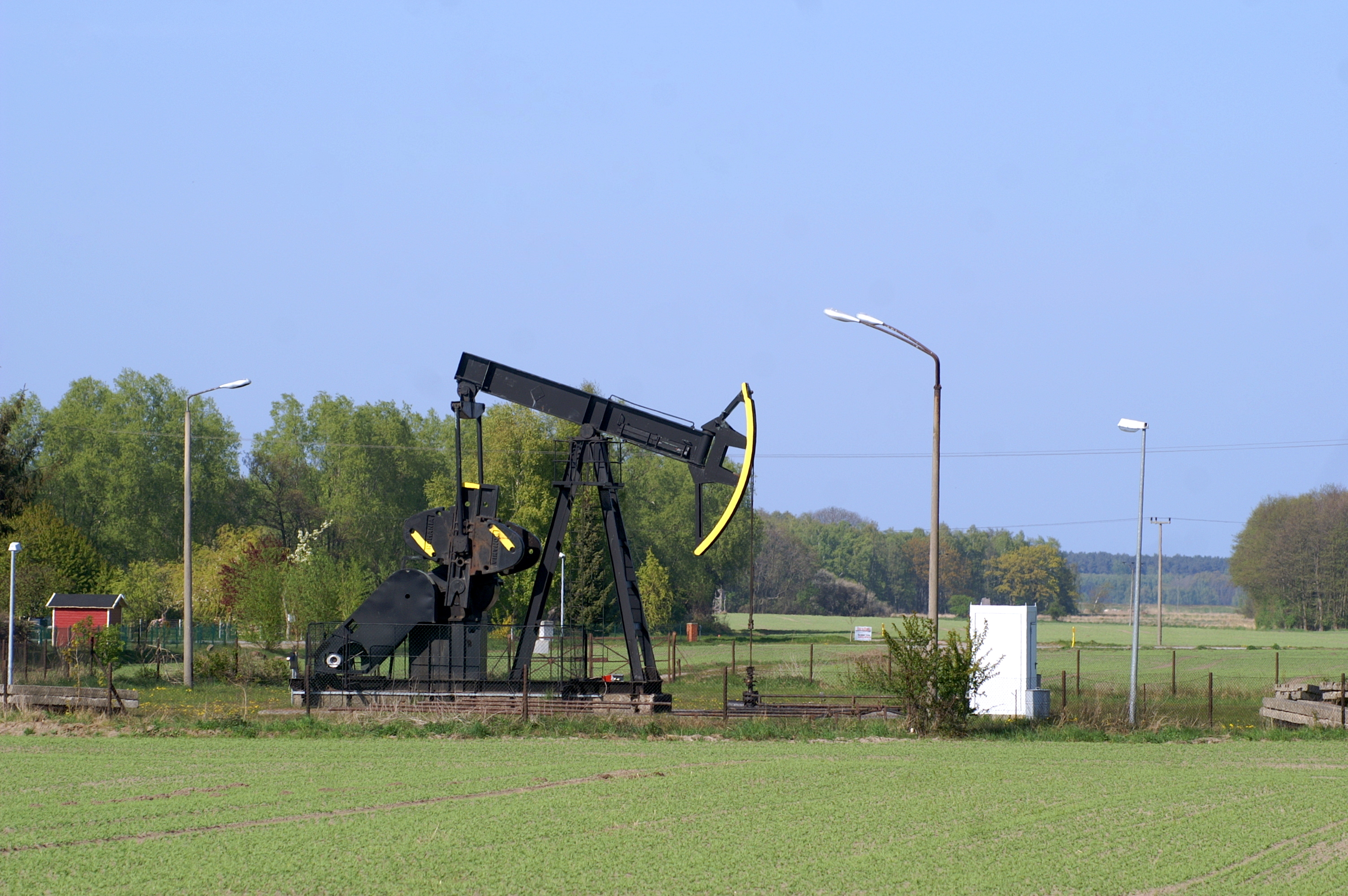
Pferdekopfpumpe im Ölfeld Lütow

Erdölförderung (einschließlich der Kondensate aus der Erdgasförderung)
| Ölfelder Nordsee | Fundjahr | Förderung 2011 in t | Förderung 2017 in t | Gesamtförderung in Tonnen bis 2017 |
| ---------------- | -------- | ------------------- | ------------------- | ---------------------------------- |
| A6 / B4          | 1974     | 12.725              | 2.513               | 802.462                            |

Im Erdgasfeld A6/B4 fallen bei der Förderung kondensierbare Gasbestandteile an welche wie Erdöl weiterverarbeitet werden. Diese werden unter der Erdölförderung erfasst.

### Nördlich der Elbe

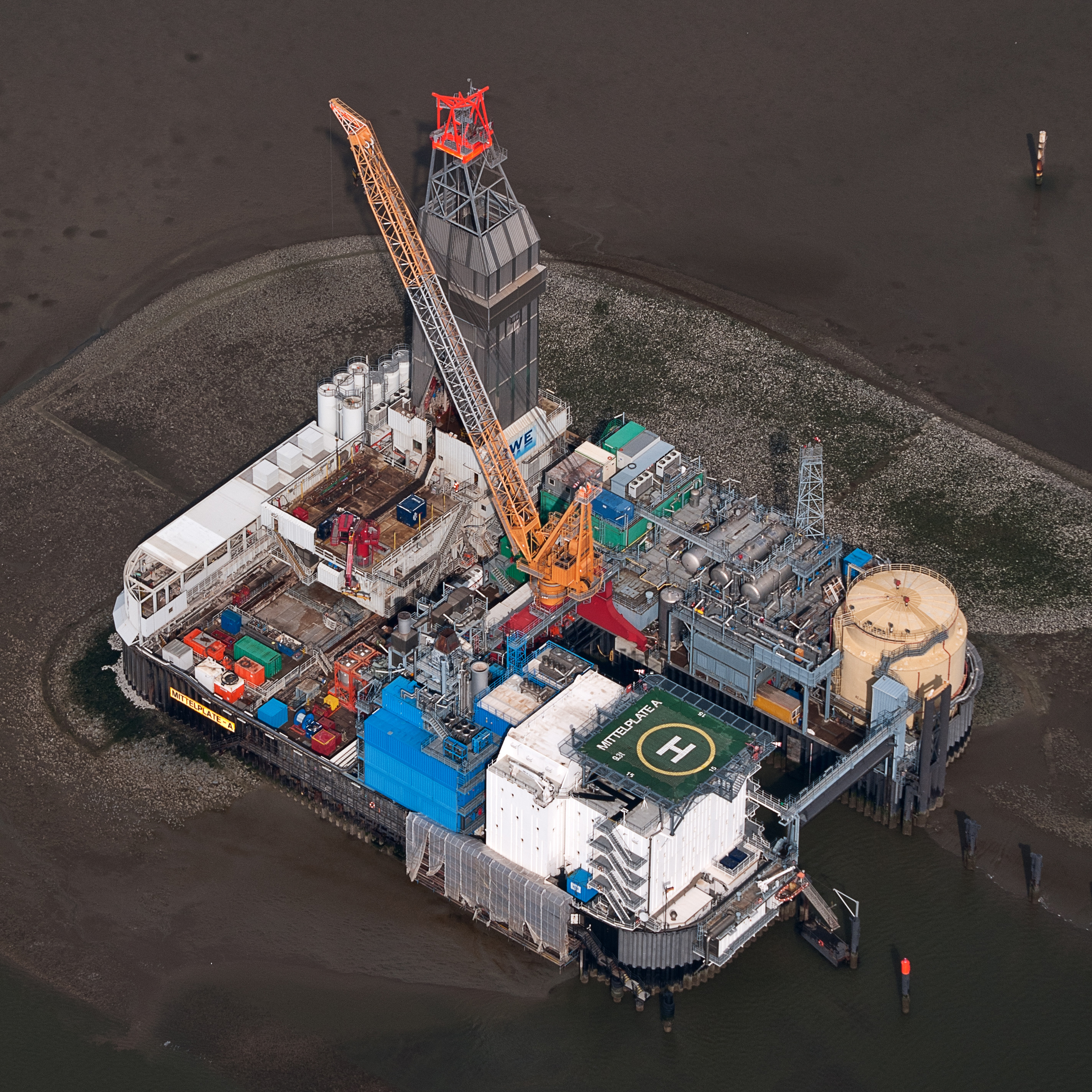
Förderplattform Mittelplate

Mittelplate, das größte deutsche Ölfeld, befindet sich im Nationalpark Schleswig-Holsteinisches Wattenmeer vor Friedrichskoog. Seit 1987 wird von der Bohr- und Förderinsel und der Landstation Dieksand in Friedrichskoog aus verschiedenen Sandsteinlagen des Jura in 2000 bis 3000 m Tiefe Erdöl gefördert. Mit 1,2 Mio. t Öl aus 28 Förderbohrungen produzierte das Feld im Jahr 2017 über 55 Prozent der deutschen Erdölerträge. Bis 2015 wurden über 30 Mio. t Öl gefördert; 20 bis 25 Mio. t gelten als noch gewinnbar.
Mittelplate ist eine stationäre Erdölerkundungs- und Förderplattform. Das dort geförderte Rohöl wird über eine Pipeline erst zur Landstation Dieksand, dann zur Weiterverarbeitung nach Brunsbüttel geleitet.

#### Aktive Felder
Erdölförderung (einschließlich der Kondensate aus der Erdgasförderung)
| Ölfelder nördlich der Elbe        | Fundjahr | Förderung 2011 in t | Förderung 2016 in t | Gesamtförderung bis 2016 in Tonnen |
| --------------------------------- | -------- | ------------------- | ------------------- | ---------------------------------- |
| Mittelplate / Dieksand            | 1980     | 1.457.004           | 1.299.772           | 33.516.947                         |
| Reitbrook – Alt                   | 1937     | 9.481               | 2.240               | 2.595.073                          |
| Reitbrook – West / Allermöhe      | 1960     | 4.276               | 5.242               | 3.414.085                          |
| Kondensat aus der Erdgasförderung |          | –                   | –                   | –                                  |
| Aus aufgegebenen Vorkommen        |          |                     |                     | 20.044.746                         |
| Summe Gebiet                      |          | 1.470.761           | 1.307.254           | 59.570.851                         |

### Oder/Neiße-Elbe
Die Förderregion Oder / Neiße-Elbe erstreckt sich zwischen den namensgebenden Flüssen im Raum der neuen Bundesländer.

#### Aktive Felder
Erdölförderung (einschließlich der Kondensate aus der Erdgasförderung)
| Ölfelder Oder / Neiße – Elbe      | Fundjahr | Förderung 2011 in t | Förderung 2016 in t | Gesamtförderung in Tonnen bis 2016 |
| --------------------------------- | -------- | ------------------- | ------------------- | ---------------------------------- |
| Kietz                             | 1987     | 16.014              | 9.910               | 295.692                            |
| Lütow                             | 1965     | 3.019               | 2.173               | 1.348.679                          |
| Mesekenhagen (Kirchdorf-)         | 1988     | 1.052               | 1.504               | 116.969                            |
| Kondensat aus der Erdgasförderung |          | –                   | –                   | –                                  |
| Aus aufgegebenen Vorkommen        |          |                     |                     | 1.554.781                          |
| Summe Gebiet                      |          | 20.085              | 13.587              | 3.316.120                          |

#### Felder und Geschichte der Förderregion
Seit den 1960er Jahren fanden an verschiedenen Stellen im Norden der DDR Probebohrungen statt; so zum Beispiel auf der Insel Hiddensee. Das erste Vorkommen, das auf dem Gebiet der DDR entdeckt worden war (1960), lag in Reinkenhagen bei Grimmen. Erst 1996 wurde die Förderung eingestellt. Mit ca. 1,25 Millionen Tonnen gefördertem Erdöl von 1966 bis 1990 lag das wichtigste Erdölvorkommen in Lütow auf der Insel Usedom, dessen Ausbeutung gegenwärtig (Stand: 2019) noch läuft.
Die DDR galt als das am intensivsten prospektierte Land der Welt, da man sich mangels Devisen aus der Abhängigkeit von russischem Öl gerne lösen wollte (aber kaum konnte). Im Auftrag von Walter Ulbricht wurde versucht, der Bundesrepublik nachzueifern, die damals noch über 30 % des heimischen Bedarfs selber förderte. Eine weitere Lagerstätte mit besonders hochwertigem Erdöl befand sich im Osten der Halbinsel Zingst, wo allerdings nur geringe Mengen gefördert wurden. Der Zivilbevölkerung war dies weitgehend unbekannt, da es sich um ein militärisches Sperrgebiet handelte. Das hier geförderte Öl wurde mit Tanklastwagen und später per Eisenbahn in die Sowjetunion transportiert, wo es für die Raumfahrt benötigt wurde. Vermutlich wurde es daher auch als „Weißes Öl“ bezeichnet.
In der Bundesrepublik fand der Ölpreisschock 1973 statt. Die Ölkrise kam, wegen der unterschiedlichen Verrechnungspreise (im fünfjährigen Mittel des Weltmarktpreises) im RGW, in der DDR erst 1977 und noch einmal verschärft Anfang der 1980er Jahre an. Auch nach den externen Ölpreiserhöhungen wurde der Preis an den Tankstellen des staatseigenen Mineralölunternehmens VEB MINOL nicht erhöht, dieser wurde durch die Parteiführung der SED festgesetzt. Er betrug pro Liter einheitlich 1,40 M für VK-79, 1,50 Mark für „VK-88“, 1,65 Mark für „VK-94“ und 1,40 Mark für „DK“ (Dieselkraftstoff). In den 1980er Jahren wurde die Produktion von „VK-79“ eingestellt und „VK-88“ in „Normal“ und „VK-94“ in „Extra“ umbenannt. Die Preise blieben unverändert.
Seit 2002 werden Erdöl- und Erdgas in Brandenburgs bisher einzigem Ölförderfeld bei Manschnow (Gemeinde Küstriner Vorland, Landkreis Märkisch-Oderland) gewonnen. Das Erdgas wird im Blockheizkraftwerk vor Ort verarbeitet, das Erdöl mit LKW nach Schwedt/Oder in die PCK-Raffinerie transportiert. Die anfangs höheren Fördermengen sanken auf 9910 t Öl und 4,7 Mio. m³ Gas im Jahr 2016 bzw. 5419 t Öl und 2,6 Mio. m³ Gas im Jahr 2017.
Im Jahr 2017 wurde eine Förderbewilligung für Öl und Gas bei Guhlen (Gemeinde Schwielochsee, Landkreis Dahme-Spreewald, Land Brandenburg) erteilt. Bis Anfang 2018 erfolgten zwei Erkundungsbohrungen. Voraussetzung für eine künftige Öl- und Gasförderung aber sind ein entsprechendes noch durchzuführendes Raumordnungs- und ein anschließendes erfolgreiches Planfeststellungsverfahren.

### Elbe-Weser
In der Förderregion Elbe-Weser wurden Erdöllagerstätten seit längerem ausgebeutet, jedoch wurde die Förderung nach und nach bei den hier vorhandenen Erdölfeldern wegen Unwirtschaftlichkeit eingestellt. Heute wird nur noch in einigen Erdölfeldern der Region gefördert (z. B. Feld Rühme bei Braunschweig).

#### Aktive Felder
Erdölförderung (einschließlich der Kondensate aus der Erdgasförderung*)
| Ölfelder Elbe – Weser             | Fundjahr | Förderung 2011 in t | Förderung 2016 in t | Gesamtförderung in Tonnen bis 2016 |
| --------------------------------- | -------- | ------------------- | ------------------- | ---------------------------------- |
| Eddesse (-Nord) / Abbensen        | 1876     | 2.043               | 1.612               | 897.922                            |
| Eldingen                          | 1949     | 7.314               | 6.810               | 3.335.278                          |
| Hankensbüttel                     | 1954     | 26.363              | 18.779              | 15.082.713                         |
| Höver                             | 1956     | 1.473               | 1.255               | 355.621                            |
| Knesebeck                         | 1958     | 13.107              | 9.372               | 3.484.418                          |
| Lüben                             | 1955     | 7.199               | 6.160               | 1.953.618                          |
| Lüben – West / Bodenteich         | 1958     | 11.001              | 8.833               | 569.963                            |
| Nienhagen                         | 1861     | 3.108               | 5.547               | 6.966.634                          |
| Ölheim – Süd                      | 1968     | 9.560               | 6.647               | 1.563.899                          |
| Rühme                             | 1954     | 25.531              | 17.855              | 2.284.345                          |
| Sinstorf                          | 1960     | 5.720               | 6.183               | 3.024.105                          |
| Thönse (Jura)*                    | 1952     | 2.516               | 2.990               | 130.118                            |
| Vorhop                            | 1952     | 18.454              | 15.314              | 3.016.675                          |
| Kondensat aus der Erdgasförderung |          | 3.003               | 2.957               | 184.379                            |
| Aus aufgegebenen Vorkommen        |          |                     |                     | 34.225.868                         |
| Summe Gebiet                      |          | 137.984             | 110.316             | 77.525.114                         |

Das Erdgasfeld Thönse (Jura) produziert über 1.000 Tonnen Kondensat im Jahr und wird deshalb separat aufgeführt.

#### Wietzer Ölfeld
Im 20 km westlich von Celle gelegenen Ort Wietze begann bereits 1858 in Niedersachsen die industrielle Förderung von Erdöl. Georg Christian Konrad Hunäus ließ damals die wahrscheinlich erste Erdölbohrung der Welt durchführen. Zeitweise wurden bis zu 80 Prozent des nationalen Bedarfs vom Wietzer Ölfeld gefördert. 1963 wurden die Förderanlagen stillgelegt. Im Ort befindet sich seit 1970 mit dem Deutschen Erdölmuseum Wietze das älteste Erdölmuseum der Welt.

### Zwischen Weser und Ems

#### Aktive Felder
Erdölförderung (einschließlich der Kondensate aus der Erdgasförderung)
| Ölfelder zwischen Weser und Ems   | Fundjahr | Förderung 2011 in t | Förderung 2016 in t | Gesamtförderung in Tonnen bis 2016 |
| --------------------------------- | -------- | ------------------- | ------------------- | ---------------------------------- |
| Barenburg                         | 1953     | 29.543              | 29.910              | 7.087.417                          |
| Bockstedt                         | 1954     | 16.373              | 14.582              | 3.648.967                          |
| Börger – Werlte                   | 1977     | –                   | 47                  | 128.675                            |
| Bramberge                         | 1957     | 114.554             | 77.455              | 19.979.205                         |
| Düste / Aldorf (Jura)             | 1952     | 5.300               | 4.809               | 2.695.352                          |
| Düste / Wietingsmoor (Valentis)   | 1954     | 13.829              | 9.743               | 3.976.096                          |
| Groß Lessen                       | 1969     | 10.970              | 11.345              | 3.472.664                          |
| Hagen                             | 1957     | 340                 | 694                 | 140.722                            |
| Harme                             | 1956     | –                   | 84                  | 343.874                            |
| Hemmelte – West                   | 1951     | 4.164               | 4.113               | 2.306.242                          |
| Liener – Garen                    | 1953     | 577                 | 1.050               | 121.393                            |
| Löningen                          | 1960     | 5.342               | 5.782               | 745.350                            |
| Matrum                            | 1982     | 1.403               | 1.833               | 191.052                            |
| Siedenburg                        | 1957     | 5.342               | 4.908               | 1.104.518                          |
| Sögel                             | 1983     | 83                  | –                   | 28.825                             |
| Sulingen (Valendis)               | 1973     | 5.576               | 51                  | 1.026.435                          |
| Voigtei                           | 1953     | 13.942              | 11.647              | 4.201.571                          |
| Wehrbleck/Wehrbleck-Ost           | 1957     | 8.699               | 10.506              | 2.739.255                          |
| Welpe/Bollermoor                  | 1957     | 5.189               | 3.844               | 1.994.542                          |
| Kondensat aus der Erdgasförderung |          | 1.477               | 421                 | 76.730                             |
| Aus aufgegebenen Vorkommen        |          |                     |                     | 3.705.643                          |
| Summe Gebiet                      |          | 242.455             | 192.825             | 59.746.720                         |

#### Stillgelegte Felder
| Stillgelegte Ölfelder zwischen Weser und Ems | Fundjahr | Aufgegeben | Gesamtförderung in t |
| -------------------------------------------- | -------- | ---------- | -------------------- |
| Aldorf – SW                                  | 1960     | 1964       | 22.668               |
| Aschen                                       | 1960     | ?          | ?                    |
| Dickel – Ost                                 | 1959     | 1966       | 3.974                |
| Dickel – Wealden                             | 1953     | 1966       | 42.817               |
| Diepholz                                     | 1958     | 1968       | 39.821               |
| Etzel                                        | 1942     | 1959       | 53.997               |
| Garen                                        | 1954     | 1969       | 8.807                |
| Oythe                                        | 1956     | 1970       | 8.242                |
| Quakenbrück                                  | 1950     | 1967       | 50.188               |
| Vechta                                       | 1957     |            |                      |
| Molbergen                                    | 1953     | 1978       |                      |
| Ostenwalde                                   | 1953     | 1995       | 456.342              |
| Ortland                                      | 1956     | 1995       | 306.222              |
| Messingen                                    | 1975     |            | Nassgas              |
| Elsfleth                                     | 1956     | 1990       |                      |
| Harme                                        | 1956     | 2007       | 343.153              |
| Sögel                                        | 1983     | 2011       | 28 825               |

#### Varel
Südlich von Varel, im zur Gemeinde Jade in der Wesermarsch (Niedersachsen) gehörenden Jaderaußendeich, wurde 1957 mit der Förderung von Erdöl begonnen. In einer Tiefe von 1700 m wurde man in einer Ablagerung im Doggersandstein (Dogger=Mitteljura) damals fündig. An die 1993 eingestellte Förderung im Erdölfeld Varel erinnert unter anderem die Ölstraße, an welcher heute noch eine alte Ölpumpe steht.
Aus 16 Förder- und 4 Hilfsbohrungen wurden insgesamt 856.000 Tonnen Erdöl gefördert. 1996 wurde das Erdölfeld Varel nach Abschluss der Verfüllungen und Rekultivierung vom Bergamt Meppen aus der Bergaufsicht entlassen.

### Westliches Emsland

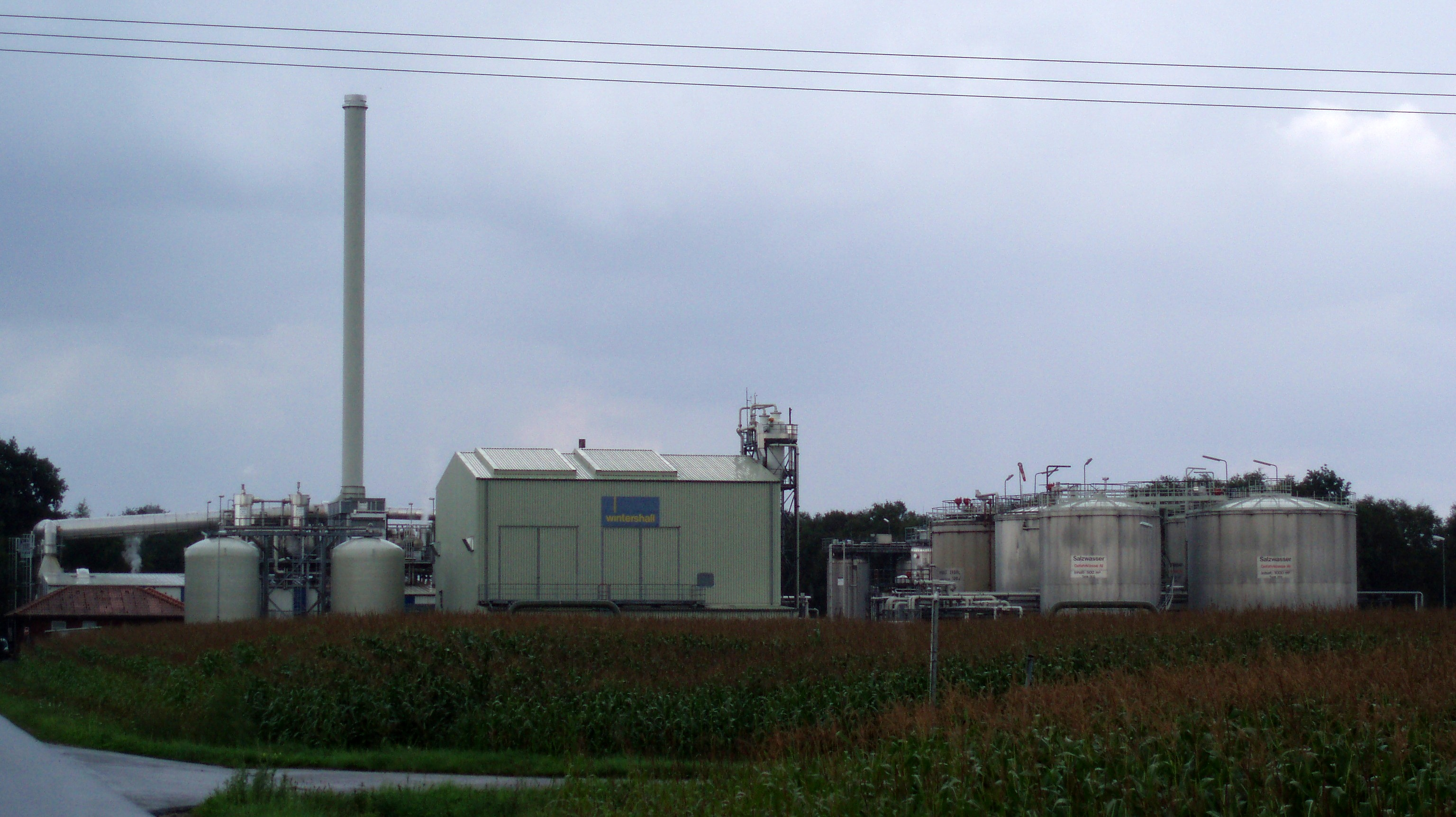
Erdölförderung der Wintershall in Emlichheim

Die nach Mittelplate bedeutendsten Ölfelder finden sich westlich der Ems, nahe der niederländischen Grenze. Das Fördergebiet Rühle ist im Bourtanger Moor, bei Twist, westlich von Meppen. Weiterhin gibt es Fördergebiete in Emlichheim und Georgsdorf in der angrenzenden Grafschaft Bentheim. Außerdem stehen Erdölpumpen im emsländischen Schöninghsdorf. Die dortigen Reserven wurden 1942 entdeckt und werden seitdem auch abgebaut. Das dort geförderte Öl ist jedoch so zähflüssig, dass es zunächst aus der Tiefe an die Oberfläche gepumpt werden muss. Durch den entfernt an ein Pferd erinnernden Maschinenaufbau und die nickende Bewegung werden die Pumpen im Volksmund auch als Pferdekopf-Pumpen bezeichnet und sind ein Wahrzeichen der Landschaft geworden. Neben dem Torfabbau ist die Ölförderung und -verarbeitung die vorherrschende Industrie in den emsländischen Mooren.

#### Aktive Felder
Erdölförderung (einschließlich der Kondensate aus der Erdgasförderung)
| Ölfelder westlich der Ems         | Fund- jahr | Förderung in Tonnen | Förderung in Tonnen | Förderung in Tonnen |
| Ölfelder westlich der Ems         | Fund- jahr | 2011                | 2016                | gesamt bis 2016     |
| --------------------------------- | ---------- | ------------------- | ------------------- | ------------------- |
| Adorf                             | 1948       | 15.646              | 7.233               | 1.780.860           |
| Emlichheim                        | 1944       | 163.349             | 153.317             | 10.752.756          |
| Georgsdorf                        | 1944       | 110.500             | 80.691              | 19.157.832          |
| Meppen                            | 1960       | 24.123              | 21.546              | 3.280.518           |
| Ringe                             | 1998       | 15.536              | 42.482              | 377.207             |
| Rühle                             | 1949       | 230.466             | 179.760             | 34.875.544          |
| Scheerhorn                        | 1949       | 29.982              | 18.747              | 8.944.318           |
| Kondensat aus der Erdgasförderung |            | 1.072               | 814                 | 350.250             |
| Aus aufgegebenen Vorkommen        |            |                     |                     | 3.196.059           |
| Summe Gebiet                      |            | 590.674             | 504.589             | 82.715.344          |

#### Stillgelegte Felder
| Ölfelder westlich der Ems | Fundjahr | Aufgegeben | Gesamtförderung in t |
| ------------------------- | -------- | ---------- | -------------------- |
| Emlichheim – West         | 1957     | 1966       | 43.405               |
| Emlichheim – Süd          | 1959     | 1968       | 11.020               |
| Hebelermeer               | 1955     | 1994       | 659.074              |
| Lingen                    | 1942     | 1997       | 2.400.000            |

### Oberrheintal

#### Aktive Felder
| Ölfelder im Oberrheintal          | Fund- jahr | Förderung in Tonnen | Förderung in Tonnen | Förderung in Tonnen |
| Ölfelder im Oberrheintal          | Fund- jahr | 2011                | 2017                | gesamt bis 2017     |
| --------------------------------- | ---------- | ------------------- | ------------------- | ------------------- |
| Eich – Königsgarten               | 1983       | 7.376               | 5.651               | 1.390.123           |
| Landau                            | 1955       | 21.050              | 13.915              | 4.548.488           |
| Römerberg                         | 2003       | 140.980             | 107.069             | 1.264.835           |
| Rülzheim                          | 1984       | 613                 | –                   | 42.035              |
| Kondensat aus der Erdgasförderung |            |                     |                     |                     |
| Aus aufgegebenen Vorkommen        |            |                     |                     | 1.641.345           |
| Summe Gebiet                      |            | 170.019             | 187.494             | 8.886.826           |

Ölfeld Römerberg

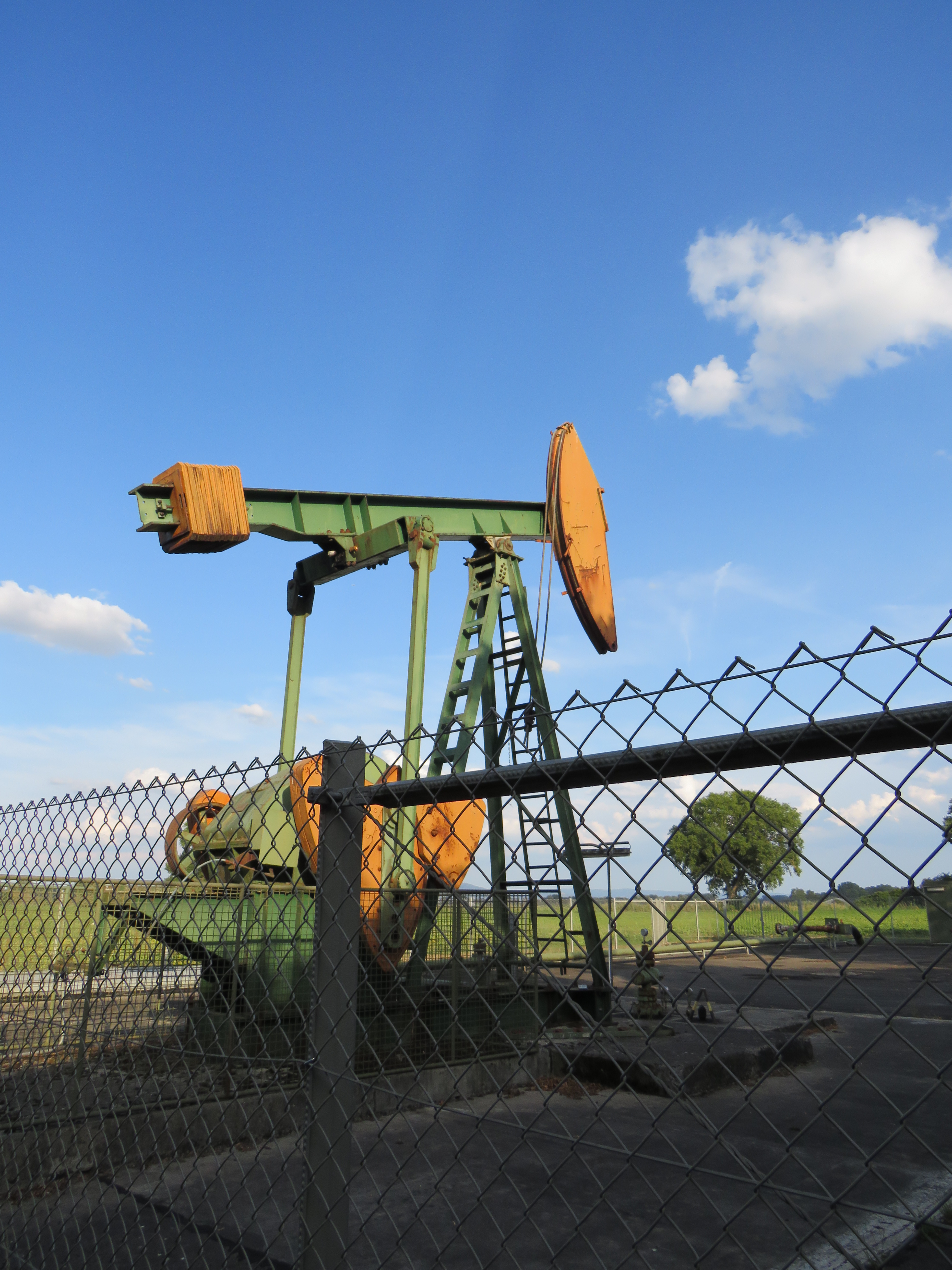
Pferdekopfpumpe bei Eich (Ölfeld Eich-Königsgarten)

Das Ölfeld Römerberg im Oberrheintal wurde beim Abteufen einer Geothermiebohrung gefunden. 2003 stieß die Betreiberfirma in den Gesteinen der Trias unerwartet auf Erdöl. Derzeit (2017) sind dort sechs Bohrungen in Betrieb. Im neunten Betriebsjahr wurde die Jahresproduktion mit 107 069 t Öl angegeben. Damit ist Römerberg das Ölfeld mit der vierthöchsten Produktion in Deutschland.

#### Hessisches Ried

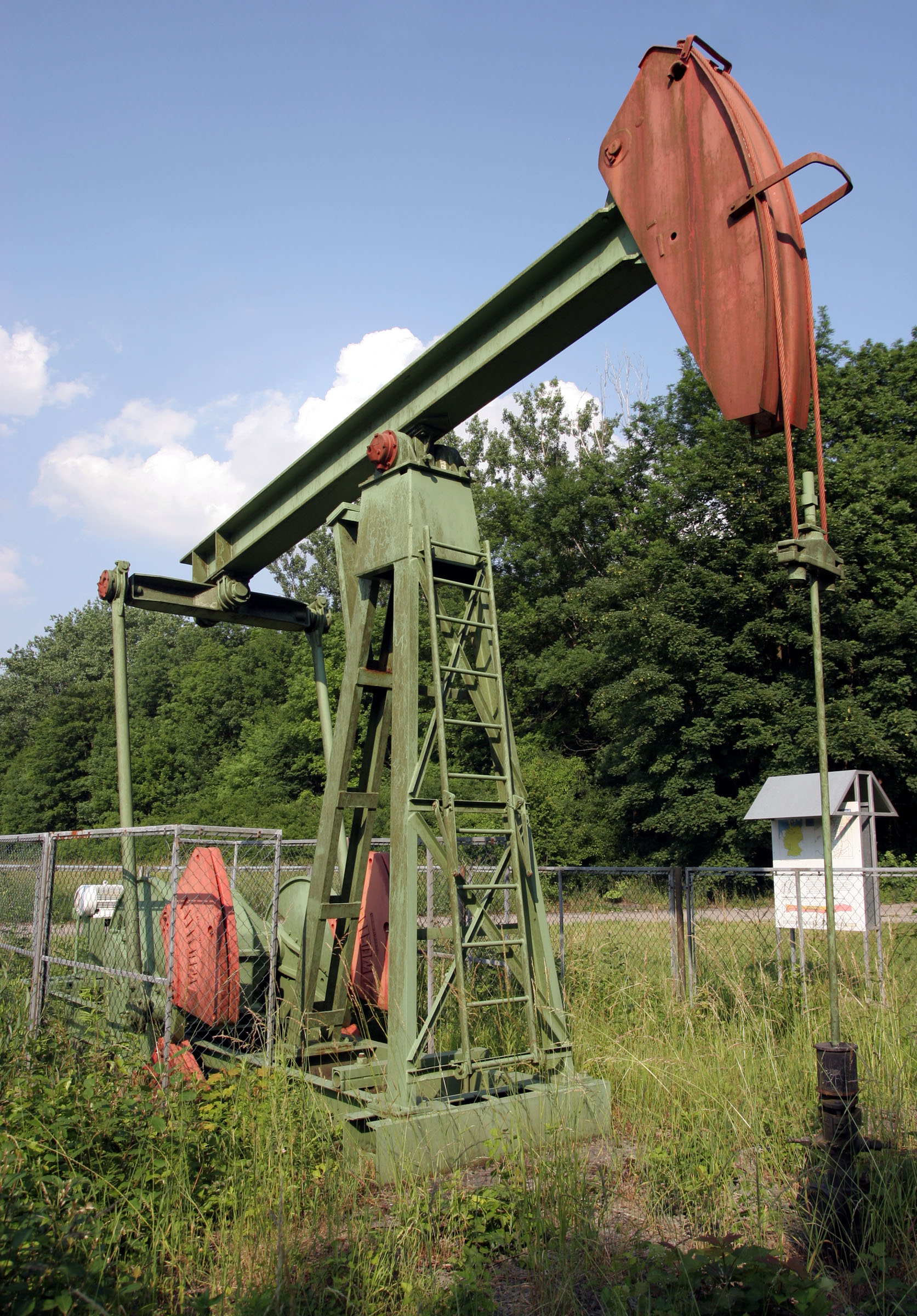
Pferdekopfpumpe auf dem Kühkopf bei Stockstadt am Rhein

Im Hessischen Ried, einem Gebiet zwischen Stockstadt, Gernsheim und Crumstadt, wurde in den 1930er Jahren bei Probebohrungen Erdöl gefunden. Die Erdölförderung wurde aber erst im Jahr 1952 aufgenommen. Dabei wurden insgesamt 47 Bohrungen zur Erschließung abgeteuft und das Öl aus Tiefen von 1530 und 1720 m nach oben gepumpt. Im Gernsheimer Hafen wurde eine eigene Schiffsbeladestelle für den Abtransport des Öls aufgebaut. In der Raffinerie Deurag-Nerag in Misburg bei Hannover wurde das per Schiff und Bahn angelieferte Öl weiterverarbeitet. Über 500 Menschen arbeiteten 1954 auf dem Erdölfeld. 1964 und 1965 wurden jeweils 64.000 Tonnen gefördert. Bis zur Einstellung der Erdölförderung 1994 wurden knapp 1 Million Tonnen Erdöl aus dem Hessischen Ried gefördert. Die letzte Bohrung „Stockstadt 38“ steht heute noch als Industriedenkmal im Naturschutzgebiet Kühkopf-Knoblochsaue.
Am 28. Juli 2015 gab das Unternehmen Rhein-Petroleum mit Sitz in Heidelberg bekannt, dass in den vorausgegangenen mehrjährigen Explorationsforschungen mit drei durchgeführten Probebohrungen im neuen Feld bei Goddelau eine erneute Förderung von sehr gutem hochwertigen Rohöl sich bezüglich Förderquote und Förderdauer bei einem Preis ab 100 Dollar je Barrel lohnen werden. Dazu wurde ab Oktober 2015 eine moderne Förder- und Abfüllanlage errichtet. Das Erdöl kommt durch Eigendruck bis auf 400 Meter an die Oberfläche heran und wird für die Überbrückung der verbleibenden Strecke mittels einer Pumpenanlage bis in die Aufbereitungsstufe an der Oberfläche geleitet. Dort werden Erdgas, heißes Wasser, sowie Erdöl und Paraffin voneinander getrennt und in eine Raffinerie in Karlsruhe per LKW verbracht. Wie Rhein-Petroleum mitteilte, wird der bereits vertraglich gesicherte Hauptabnehmer des Öls die Firma BASF in Ludwigshafen sein. Die Kosten für die Exploration der drei Bohrungen beliefen sich auf insgesamt 9 Mio. Euro. Nach den erfolgreichen Probebohrungen wurde für das Bohrfeld „Schwarzbach I“ eine ab 2018 für 24 Jahre geltende Fördergenehmigung erteilt. Das Erdöl wird aus einer Tiefe von 1500 m bis 1700 m gefördert.

#### Ölfeld Landau

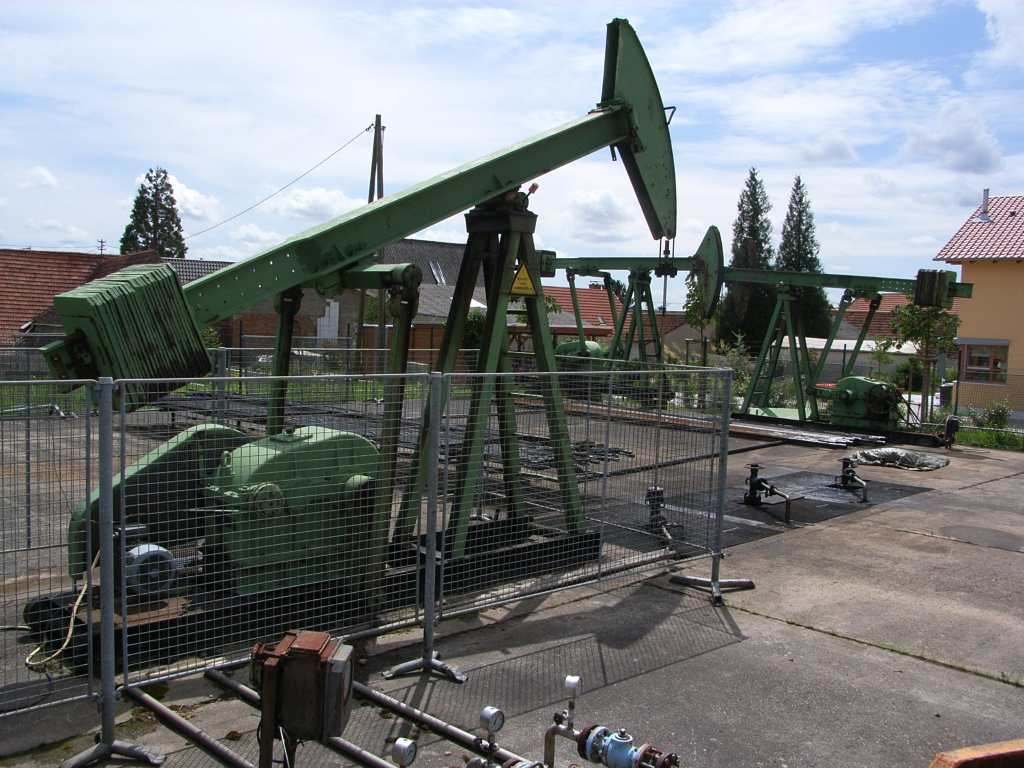
Pferdekopfpumpe zur Ölförderung in Nußdorf (Landau)

In Landau in der Pfalz (Rheinland-Pfalz) befinden sich 68 Ölförderstellen des Landauer Ölfeldes. Unter der Nußdorfer Scholle lagert das Erdöl in 500 bis 1.800 Meter Tiefe. Es wird seit 1955 von der Wintershall mit Pferdekopfpumpen gefördert. Der Wasseranteil im Öl liegt bei ca. 90 %. Die jährliche Fördermenge betrug 2011 21.050 Tonnen. Das Öl wird in der MiRO-Raffinerie in Karlsruhe weiterverarbeitet. 30 Personen sind an der Landauer Außenstelle der Wintershall Holding GmbH beschäftigt.

### Alpenvorland
Erdölförderung (einschließlich der Kondensate aus der Erdgasförderung)
| Ölfelder im Alpenvorland          | Fund- jahr | Förderung in Tonnen | Förderung in Tonnen | Förderung in Tonnen |
| Ölfelder im Alpenvorland          | Fund- jahr | 2011                | 2016                | gesamt bis 2016     |
| --------------------------------- | ---------- | ------------------- | ------------------- | ------------------- |
| Aitingen                          | 1976       | 23.690              | 28.769              | 1.562.331           |
| Hebertshausen                     | 1982       | 1.874               | 1.727               | 150.891             |
| Schwabmünchen                     | 1968       | 6.758               | 6.498               | 52.995              |
| Kondensat aus der Erdgasförderung |            | 84                  | 265                 | 24.167              |
| aus aufgegebenen Vorkommen        |            |                     |                     | 8.428.064           |
| Summe Gebiet                      |            | 32.406              | 37.258              | 10.218.447          |

2011 wurde im Voralpenraum noch aus drei verschiedenen Ölfeldern Erdöl gefördert. Das 1976 aufgefundene Feld Aitingen bei Großaitingen wird von der Wintershall als größtes Ölfeld in Bayern betrieben. In Hebertshausen bei Dachau liegt ein gleichnamiges kleines Ölfeld, welches durch die RWE Dea ausgebeutet wird. Auch bei Schwabmünchen ist seit 1968 ein kleines Fördergebiet in Betrieb.
Die durch die stets brennende Erdgasfackel neben der Autobahn A8 bekannte eruptiv, also ohne Pumpe fördernde Ölquelle Darching, Gemeinde Valley bei Holzkirchen (1969 erschlossen; Förderung durch Wintershall), musste 2003 wie vorher schon einige weitere Felder in der Region aufgegeben werden.

#### Oberschwaben
Von 1958 bis 1995 wurden im baden-württembergischen Alpenvorland bei Rot an der Rot im Rot- und Ellbachtal, mit achtzehn Förderpumpen täglich im Durchschnitt 200 Tonnen Erdöl gefördert. Um Pfullendorf und zwischen Fronreute, Fleischwangen und Wilhelmsdorf wurde im selben Zeitraum ebenfalls Erdöl und Erdgas gefördert und später Gas zwischengespeichert.

## Geschichte

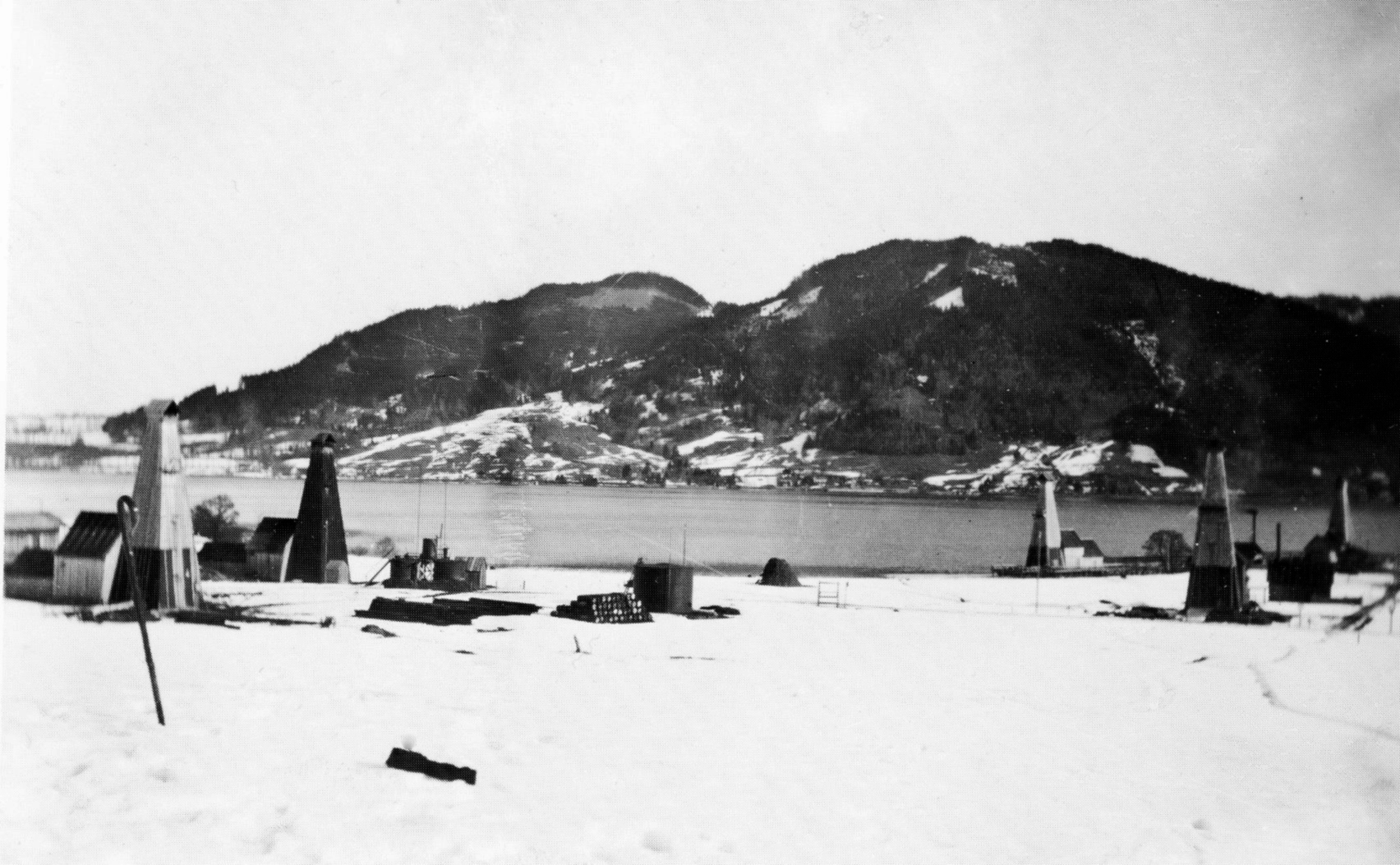
Bohrtürme in Bad Wiessee, 1911

Das Gebiet um Pechelbronn im Elsass, heute in Frankreich, war vermutlich der erste Ort in Europa, an dem Erdöl gewonnen wurde. Die noch heute aktive Erdpechquelle ist seit 1498 belegt und gab dem Ort den Namen: „Pech-Brunnen“. Das aus den Pechelbronner Schichten stammende Erdöl wurde zunächst medizinisch bei Hauterkrankungen benutzt. Die kommerzielle Förderung aus dem ersten Bohrloch, das zehn Meter tief war, begann 1745. Nach dem Deutsch-Französischen Krieg von 1870/1871 gehörte das Elsass zum Reichsland Elsaß-Lothringen. Die aus einem Familienbetrieb hervorgegangene Société Le Bel et Cie gab die Ölförderung 1889 an die Pechelbronner Ölbergwerke AG (PÖ) ab, die wiederum 1906 durch die Deutsche Erdöl-AG enteignet wurde. Nach dem Ersten Weltkrieg wurde das Elsass wieder französisch und die Anlagen in Pechelbronn vom Staat beschlagnahmt und die Pechelbronn SAEM – einem Vorläufer von Total, eingebracht.
Seit dem 15. Jahrhundert ist die mittlerweile versiegte natürliche St. Quirins-Ölquelle am Westufer des Tegernsees nachgewiesen. Das Erdöl wurde von den Mönchen des Klosters Tegernsee zu Heilzwecken verkauft. Ariosts „Petroltraktat“ von 1493 wirkte, wie Florian Mildenberger aufzeigen konnte, über den sogenannten Tegernseer Erdöl-Schreizettel vom „heiligen Quirin-oele“ (benannt nach Quirinus von Tegernsee) bis ins 19. Jahrhundert nach. 1904 fand die erste Probebohrung durch die niederländische Gesellschaft Dordtsche Petroleum Maatschappij statt, die in 500 m Tiefe auf Erdöl traf. Es folgte 1907 ein „Ölboom“ mit Gründung der „Ersten Bayerischen Petroleum Gesellschaft mbH“ durch Adriaan Stoop und die Durchführung von insgesamt 11 Bohrungen in Bad Wiessee. Bereits 1912 sank die Fördermenge jedoch soweit ab, dass die Ölförderung eingestellt wurde. Das in einer Tiefe von etwa 670 Metern angetroffene iod- und schwefelhaltige Thermalwasser verhalf aber Bad Wiessee zum Aufstieg als Kurort.
Nach dem Zweiten Weltkrieg begann man erneut im bayerischen Alpenvorland mit der Suche nach Kohlenwasserstoffvorkommen, die ab 1954 eine Phase wirtschaftlicher Förderung einleitete. Bis heute konnten in Südbayern etwa 60 Erdöl- und Erdgasvorkommen entdeckt werden. Die meisten Vorkommen befinden sich beiderseits einer Linie, die von München ostwärts bis zur österreichischen Grenze reicht. Nördlich und westlich von München konnten bislang nur vereinzelte, dafür aber für Bayern überdurchschnittlich ergiebige Vorkommen entdeckt werden (beispielsweise bei Bedernau im Landkreis Unterallgäu). Von 1954 bis 2000 wurden in Bayern insgesamt 6,9 Millionen Tonnen Erdöl und 18,2 Milliarden Kubikmeter Erdgas gefördert. In den 1990er Jahren musste die Förderung auf den meisten Öl- und Gasfelder wegen Unrentabilität eingestellt werden. Auch die Suche nach neuen Vorkommen unterblieb wegen der damals niedrigen Ölpreise.